# Sepsis fissa
Sepsis fissa är en tvåvingeart som beskrevs av Becker 1903. Sepsis fissa ingår i släktet Sepsis och familjen svängflugor. Inga underarter finns listade i Catalogue of Life.